# Philaethria
Philaethria é um gênero de insetos neotropicais da ordem Lepidoptera, família Nymphalidae e subfamília Heliconiinae, proposto por Gustav Johann Billberg em 1820, no texto Enumeratio Insectorum; e sua espécie-tipo foi nomeada por Carolus Linnaeus em 1763, com a denominação de Papilio dido. São borboletas dotadas de asas de coloração negro-amarronzada, em vista superior, com manchas verdes ou verde-azuladas de fácil identificação. A borda inferior de suas asas posteriores é uniformemente dentada, ao contrário de seu mímico, Siproeta stelenes (Nymphalidae; Nymphalinae), que habita as mesmas regiões de floresta tropical e subtropical úmida. As lagartas de Philaethria se alimentam de plantas do gênero Passiflora (família Passifloraceae). São espinhosas e se parecem muito com as lagartas de Heliconius, mas suas crisálidas não possuem espinhos e se assemelham a excrementos de pássaros. Os adultos são quase inteiramente restritos ao dossel florestal e não se alimentam de pólen. Por outro lado, ocasionalmente são vistos visitando o esterco fresco de mamíferos, uma característica não vista em outras Heliconiini, sendo mais comumente encontrados visitando flores, das quais retiram o néctar. Seu voo é muito rápido, o que os torna notoriamente difíceis de pegar. Por tais atributos recebem a denominação vernácula, no Brasil, de Engana-bobo, Esmeralda e Borboleta-verde.

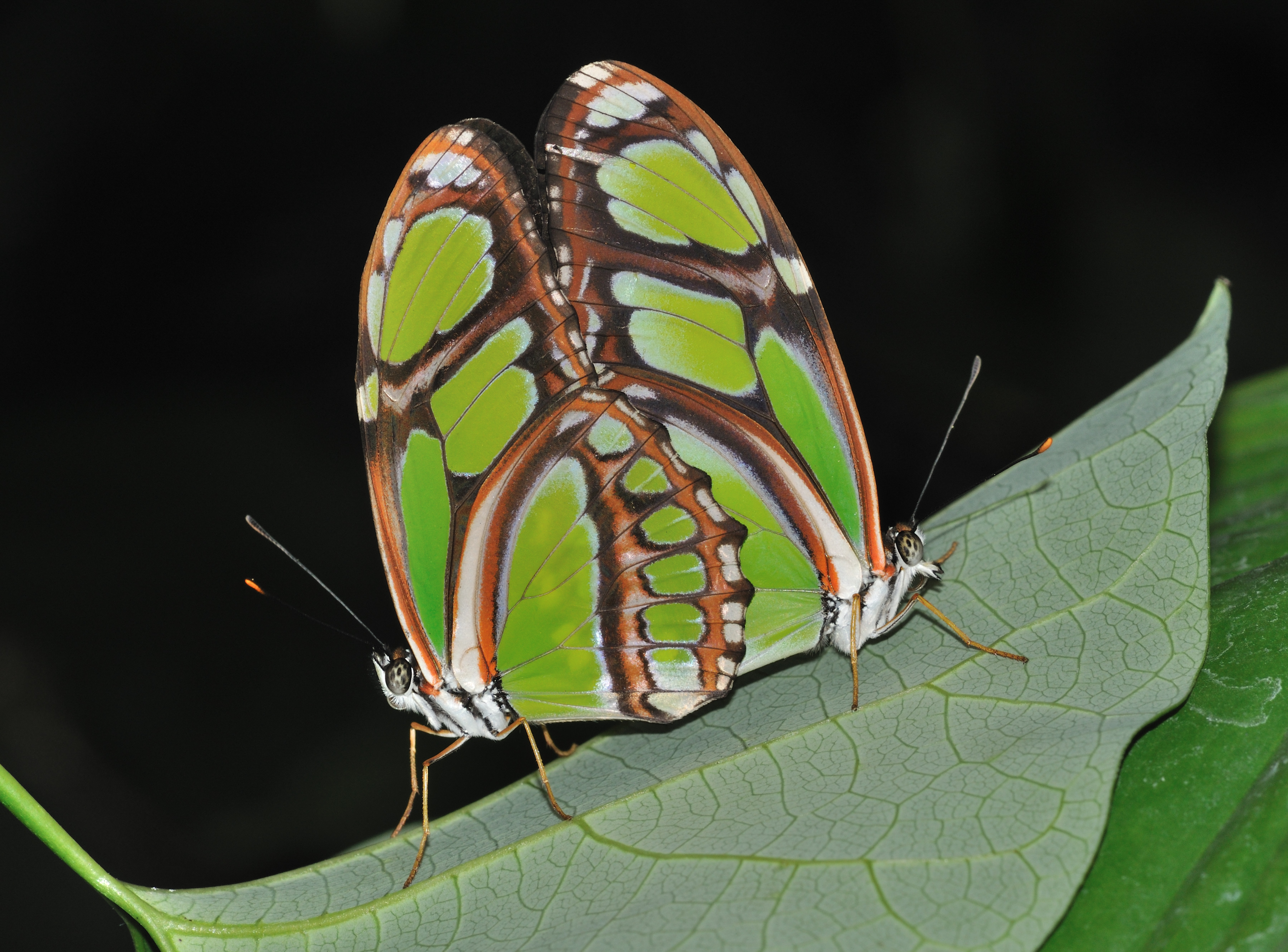
Fotografia de P. dido, macho e fêmea em acasalamento, mostrando o fraco dimorfismo sexual neste gênero de borboletas.

## Espécies
- Philaethria dido (Linnaeus, 1763) - Espécie-tipo, encontrada do México à bacia do rio Amazonas e oeste da Colômbia[1] até a Bolívia.[9]
- Philaethria wernickei (Röber, 1906) - Encontrada no Brasil, em Santa Catarina e Rio Grande do Sul como localidade-tipo,[1] com sua distribuição geográfica indo do Rio Grande do Norte, na região nordeste do Brasil, até o Peru, Bolívia e Argentina, em Corrientes.[9]
- Philaethria ostara (Röber, 1906) - Encontrada na Colômbia.
- Philaethria pygmalion (Fruhstorfer, 1912) - Encontrada no Brasil, no Amazonas.
- Philaethria diatonica (Fruhstorfer, 1912) - Encontrada em Honduras.
- Philaethria constantinoi (Salazar, 1991) - Encontrada no oeste da Colômbia.
- Philaethria andrei (Brevignon, 2002) - Encontrada na Guiana Francesa.[1]